# Токо да Казаурия
То̀ко да Каза̀урия (на италиански: Tocco da Casauria) е малко градче и община в Южна Италия, провинция Пескара, регион Абруцо. Разположено е на 356 m надморска височина. Населението на общината е 2782 души (към 2010 г.).